# 桐朋
桐朋（とうほう）

## 学校法人
- 学校法人桐朋学園 - 桐朋学園を設置している学校法人。
  - 男子部門
    - 桐朋学園小学校 - 桐朋学園の男子部門に設置されている共学の小学校。
    - 桐朋中学校・高等学校 - 桐朋学園の男子部門に設置されている中高一貫の男子校。

  - 女子部門
    - 桐朋幼稚園 - 桐朋学園の女子部門に設置されている共学の幼稚園。
    - 桐朋小学校 - 桐朋学園の女子部門に設置されている共学の小学校。
    - 桐朋女子中学校・高等学校 - 桐朋学園の女子部門に設置されている中高一貫の女子校。
    - 桐朋学園芸術短期大学 - 桐朋学園の女子部門に設置されている芸術科のみの短期大学。

  - 音楽部門
    - 子供のための音楽教室 - 桐朋学園大学の付属機関。
    - 桐朋女子高等学校（音楽科） - 桐朋学園の音楽部門に設置されている共学の音楽科専攻高校。
    - 桐朋学園大学 - 桐朋学園の音楽部門に設置されている共学の音楽科専攻大学。
    - 桐朋学園大学院大学 - 桐朋学園の音楽部門に設置されている共学の音楽科専攻大学院。
    - 桐朋オーケストラ・アカデミー - 桐朋音楽大学院が管理使用している音楽学校。